# 宣城駅
宣城駅（せんじょうえき）は中華人民共和国安徽省宣城市宣州区疊嶂東路48号に位置する中国国鉄上海鉄路局蕪湖車務段が管轄する駅である。

## 所属路線
- 中国国鉄
  - 皖贛線：蕪湖駅起点より64km、南京駅より189km、鷹潭駅まで507km
  - 宣杭線：本駅が起点、杭州駅終点まで240km

## 駅構造
- 単式ホーム1面、島式ホーム1面の地上駅である。

## 歴史
- 1934年 - 建設された[1]
- 1937年 - 戦争により破壊された[2]
- 1970年11月 - 皖贛線の工事開始
- 1975年 - 正式運営開始[2]
- 1988年 - 宣杭線を着工[2]
- 1991年 - 宣杭線開通[2]

## 未来発展
合福客運専用線等の高速鉄道路線が計画されており、それに応じて拡張工事を行う予定である。

## 隣の駅
中国国鉄
皖贛線
巷口橋駅 - 宣城駅 - 孫家埠駅
宣杭線
宣城駅 - 建国駅